# Salix saposhnikovii
Salix saposhnikovii är en videväxtart som beskrevs av A.K. Skvortsov. Salix saposhnikovii ingår i släktet viden, och familjen videväxter. Inga underarter finns listade i Catalogue of Life.